# Armand de Périgord

Großmeisterwappen Armands de Périgord

Armand de Périgord, auch Hermann de Pierre-Grosse (dt. Hermann von Perigord, * 1178; † zwischen 1244 und 1247) war der sechzehnte Großmeister des Templerordens.
Armand de Périgord war ein Sohn des Grafen von Périgord (Haus Périgord). Seit 1205 war er Meister der Templer-Ordensprovinzen Apulien und Sizilien. 1232 wurde er zum Großmeister gewählt.
Im Bürgerkrieg zwischen den lokalen Adel des Heiligen Landes und den Statthaltern Kaiser Friedrichs II. (Lombardenkrieg, 1229–1243) nahm er anders als sein Vorgänger, der klar gegen den Kaiser Stellung bezogen hatte, eine eher vermittelnde Position ein und bemühte sich, die Aufmerksamkeit wieder auf den gemeinsamen Feind, die Muslime, zu lenken.
Während seiner Amtszeit kam der Kreuzzug der Barone (1239–1241) nach Palästina, dem sich die Templer unter Armand anschlossen. Im Rahmen des Kreuzzuges wurden auf diplomatischem Wege erhebliche Geländegewinne erzielt. Da die muslimischen Reiche von Ägypten und Syrien zu dieser Zeit miteinander verfeindet waren, gelang es den Kreuzfahrern, diese gegeneinander auszuspielen. Die Templer befürworteten dabei ein Bündnis mit dem syrischen Sultan von Damaskus, von dem sie unter anderem die Festung Safed zurückerhielten, wohingegen die Hospitaliter sich für einen Vertrag mit dem ägyptischen Sultan von Kairo einsetzten. Ein Schreiben Armands an Robert de Sandfort, Meister der englischen Templer-Ordensprovinz, in dem er über die Erfolge des Kreuzzugs berichtet, ist bis heute erhalten.
Im Oktober 1244 nahm Armand de Périgord an der Schlacht von La Forbie teil. Es ist unklar, ob er in der Schlacht getötet wurde, wahrscheinlich geriet er in ägyptische Gefangenschaft und starb erst 1247. Jedenfalls wurde bereits 1245 Richard de Bures zum Großmeister der Templer gewählt, um ihn während seiner Abwesenheit zu vertreten.